# Grip Inc.
Grip Inc. este o formație groove metal americană, fondată în 1993.

## Membri

### Membri actuali
- Dave Lombardo – baterie, percuție
- Waldemar Sorychta – chitară, bas
- Casey Chaos - vocal

### Foști membri
- Gus Chambers - decedat pe 13 octombrie 2008 de la o combinație accidentală de medicamente și alcool.[1]
- Chaz Grimaldi - chitară bas
- Bobby Gustafson - chitară
- Jason Viebrooks - chitară bas
- Eric Glass - bas
- Stuart Carruthers - bas

## Discografie
- 1995: Power of Inner Strength
- 1997: Nemesis
- 1999: Solidify
- 2004: Incorporated
- 2015: Hostage to Heaven EP

## Clipuri video
- Ostracized (1994)
- Rusty Nails (1997)
- Curse (of the Cloth) (2004)
- The Answer (2004)